# 孕石元政
孕石 元政（はらみいし もとまさ、寛永5年（1628年） - 元禄14年2月2日（1701年3月11日））は、江戸時代初期の武士。土佐藩中老、のち家老。別名頼母、小右衛門とも称す。孕石元成の孫。

## 来歴
孕石正元の子として生まれる。承応3年（1654年）父正元の家督を相続し、明暦2年（1656年）近習家老となる。その後生駒木工とともに野中兼山の失脚を画策し、寛文3年（1663年）7月に深尾出羽を通じて藩主山内忠豊に上申書を呈す。兼山失脚ののち藩政改革を断行し、家老となる。元禄14年（1701年）歿す。家督は元矩が継いだ。

## 家族
- 孕石光尚（高祖父）
- 孕石元泰（曾祖父）
- 孕石元成（祖父）
- 孕石正元（父）
- 孕石元政
- 孕石元矩（子）